# Restrição calórica
Restrição calórica é uma dieta no qual a quantidade de calorias é reduzida, sem implicar numa má qualidade de nutrientes. Atualmente, é o método mais eficiente para aumentar a longevidade em diversas espécies, como leveduras, peixes, roedores e cachorros.  Nunca foi realizado um estudo de restrição calórica completo em humanos, entretanto, um estudo publicado em Agosto de 2012 utilizando macacos Rhesus mostrou que a restrição calórica teve benéficios na saúde, mas não foi capaz de aumentar a expectativa de vida desses animais. O estudo recentemente publicado na revista BMC Biology (IMPACT is a GCN2 inhibitor that limits lifespan in Caenorhabditis elegans) os pesquisadores brasileiros demonstraram que a redução de uma proteína inibidora da via de GCN2, uma das vias que são ativadas pela restrição calórica, é capaz de mimetizar a restrição nutricional mesmo o verme estando em um ambiente ad libitum, induzindo os mesmos benefícios que a restrição calórica propicia ao organismo deste modelo experimental. 